# Packard 300
Der Packard 300 (sprich: Three-Hundred) war ein PKW, der in den Modelljahren 1951 und 1952 von der Packard Motor Car Company in Detroit gebaut wurde.

## Modellgeschichte
Somit gehört das Modell 300 zur 24. (21. August 1950 bis 30. September 1951) resp. 25. Serie (1. November 1951 bis 20. November 1952). Es war das einfachere von zwei Packard-Modellen auf dem längeren Radstand. Die Ausstattung ist mit jener der kürzeren Coupés und Cabriolets der Baureihe 250 vergleichbar, die üblicherweise wie 300 und Packard Patrician 400, dem Spitzenmodell jener Jahre, zu den sogenannten Senior-Modellen gehören. Junior-Modelle sind die Mittelklassemodelle Packard 200 und 200 Deluxe auf dem kürzeren Radstand und mit kleineren Achtzylindern von 288 c.i. (4,6 Liter) Hubraum und mit 135 bhp (100,7 kW). Der Patrician 400 und der 300 waren die einzigen Viertürer mit einer hinteren, dreiteiligen Panoramascheibe. Ebenfalls wie der Patrician 400 und später produzierte 250 hatte der 300 zusätzliche, in einem ovalen Feld in der Kühlermaske angeordnete Chrom-"Zähne", die den 200er Ausführung fehlten.
Das Modell 300 gab es in beiden Produktionsjahren nur als 4-türige Limousine Touring Sedan mit dem Radstand 3226 mm. Der Wagen erhielt weitgehend die Grundausstattung der 250er-Modelle und auch deren jeweilige Seitenzier. Die unterschiedlich gestalteten Heckleuchten erforderten andere Detaillösungen. Standardmäßig war die Deluxe-Kühlerfigur angebracht, die einen Kormoran mit gespreizten Schwingen zeigt. Sie war gegen Aufpreis auch für den 200 erhältlich, wo sie dann die "Raketenfigur" Goddess of Speed ersetzte. Diese Figuren wurden jährlich modifiziert.
Der bereits 1904 eingeführte Markenslogan Ask the Man Who owns One ("Frage den, der einen besitzt") wurde beibehalten und ergänzt mit America's New Choice in Fine Cars ("Amerikas neue Wahl bei Luxuswagen"). Letzteres kam einem indirekten Eingeständnis gleich, dass man von der dominanten Marke in diesem Segment zum Außenseiter abgerutscht war.

## Ausstattung und Preise
Die Grundausstattung umfasste über jene des 200 Deluxe hinaus gestreifte Polsterstoffe aus einem besseren Material, eine Kleiderstange für die Fondpassagiere, einen Ölbad-Ölfilter, einen verstellbaren, blendfreien Außenspiegel an der Fahrertür, verchromte Radkappen (200: Nabenabdeckungen) und eine Kofferraumbeleuchtung. Getönte Scheiben waren lieferbar; ob sie zur Grundausstattung gehörten, ist unklar. Gegen Aufpreis erhältlich waren, zeittypisch, heutige Selbstverständlichkeiten wie Heizung, Defroster, Rückfahrlampe oder eine Warnanzeige für die Handbremse. Lederausstattung kostete US$ 153.- extra, eine Automatik war nur beim Patrician 400 Serie. Recht verbreitet waren gegen Aufpreis lieferbare Suchscheinwerfer, die an der A-Säule montiert waren und von innen geschwenkt werden konnten. Auch eher ungewöhnliches Zubehör war erhältlich, so eine Schute als Sonnenschutz, ein Lichtsignalanzeiger, ein Scheibenwischer für die Heckscheibe, Bordsteinfühler oder ein Papiertaschentuch-Dispenser. Auch optisch konnte das Fahrzeug aufgewertet werden, etwa mit Chromzierteilen wie einem Rahmen für die Klappe zum Benzintank, speziellen Nummernschildrahmen oder einem Deflektor für den Auspuff, der die Abgase beim Austritt gegen die Fahrbahn richtete.
Bei Markteinführung lag der Listenpreis mit US$ 3034.- etwas unter jenen des Packard 250 Mayfair (US$ 3166.-) und Convertible (US$ 3320.-); für 1952 stieg er auf US$ 3094.-.

## Unterscheidungsmerkmale

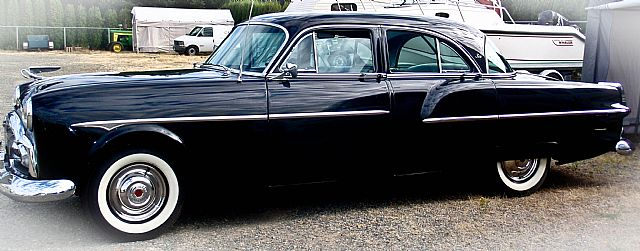
Packard 300 Touring Sedan Modell 2502-2572 (1952)

Die fast baugleichen Packard der 24. und 25. Serie lassen sich nur an Details voneinander unterscheiden. So haben die 51er Modelle einen Packard-Schriftzug in Blockbuchstaben an der Vorderkante der Motorhaube und die Senior-Modelle eine Kormoran-Kühlerfigur mit senkrecht gespreizten Flügeln. Die 52er Modelle haben anstelle der Buchstaben das Packard-Wappen mittig auf der oberen Lippe der Kühlermaske und einen Kormoran mit nach hinten gestreckten Flügeln. Zudem wurde der vordere seitliche Zierstab etwas verändert.
1952 erhielt auf Wunsch der Vertragshändler auch der Clipper Deluxe die Kühlermaske mit "Zähnen". Der kürzere Radstand und das massiver wirkende Dach ohne Panonarma-Heckscheibe unterscheiden den Clipper Deluxe Touring Sedan vom 300.

## Technik
Zusammen mit den übrigen Modellen der 24. Serie erhielt auch der 300 ein neues Fahrgestell und eine neue, moderne Karosserie. Einzig die Motoren wurden, leicht überarbeitet, übernommen. Ein V8-Motor war zu dieser zeit bereits in der Entwicklung, seine Einführung verzögerte sich noch bis 1955. Gleichzeitig mit diesem Modellwechsel wurden auch neue Bezeichnungen eingeführt; traditionelle Modellnamen wie Clipper, Custom Eight oder Super Eight (der Vorgänger des 300) entfielen, wenngleich der gut eingeführte Name Clipper 1953 für die Junior-Modelle wieder aufgenommen wurde.
Die 24. Serie war die letzte Packard-Baureihe, die von Chefingenieur Jesse G Vincent verantwortet wurde, ein Techniker von hohem Ansehen, der 1912 zu Packard gekommen war und die legendären V12-Modelle Twin Six und Twelve wie auch die Acht- und Sechszylindermodelle der 1920er und 1930er Jahre entwickelt hatte. Er gilt, gemeinsam mit Elbert J. Hall und Henry M. Leland, als einer der "Väter" des Liberty-Flugmotorenprogramms und war verantwortlich für Adaption und Großserienbau des Merlin V-1650 Motors.

### Motor

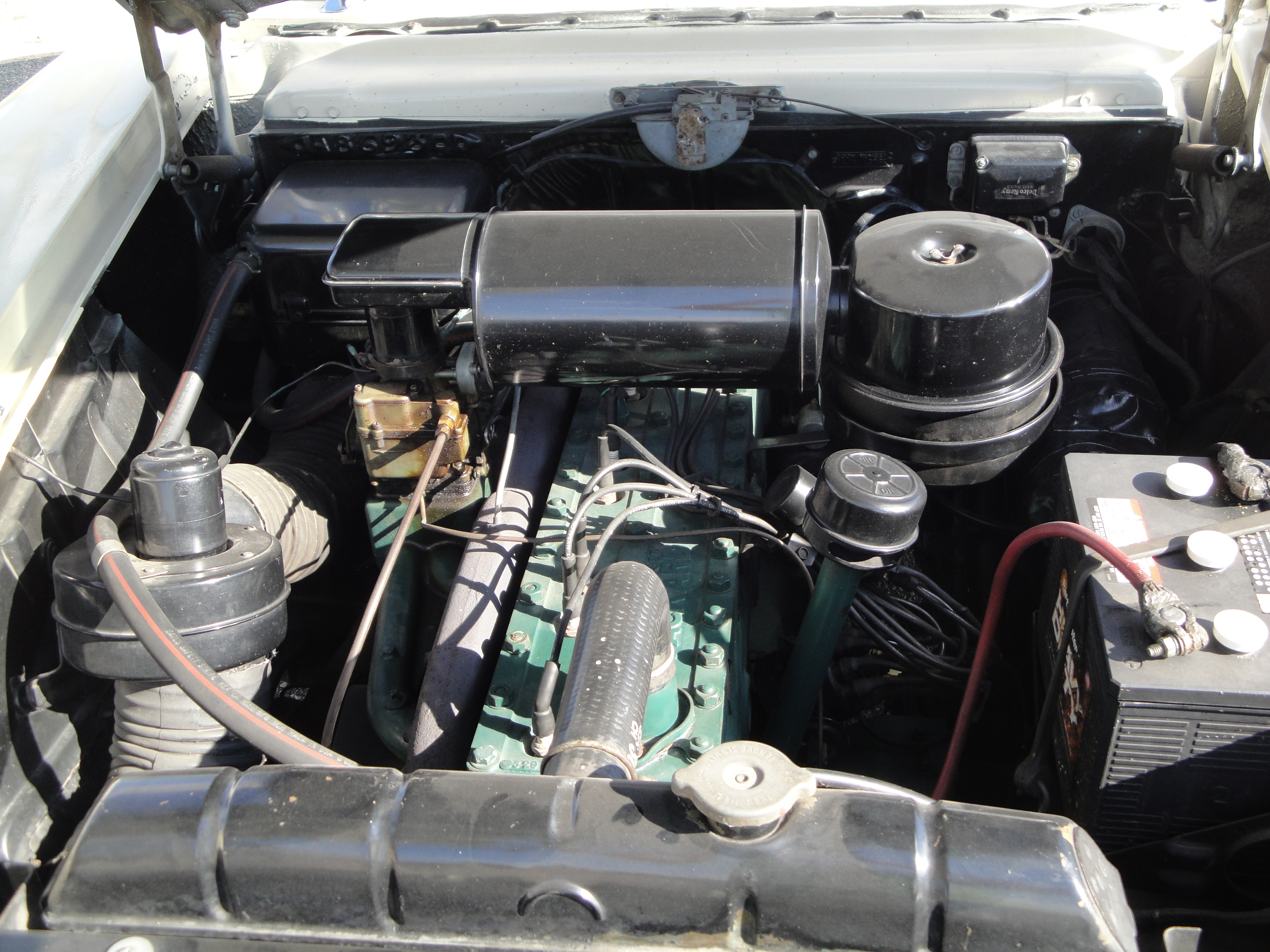
Der "Thunderbolt 327" des Packard 300

In beiden Jahren wurde der 300 von dem kraftvollen, wassergekühlten Reihenachtzylinder "Super Eight Thunderbolt" mit 327 c.i. (5359 cm³) Hubraum und nun 150 bhp (111,9 kW) angetrieben, den 250 und 300 teilten. Dieser seitengesteuerte Motor war eine Entwicklung aus den 1930er Jahren und bekannt für seine Laufruhe. Er hatte eine siebenfach gelagerte Kurbelwelle, was ihn, neben seiner niedrigeren Kompression von 7 : 1 (Patrician 400: 7,8 : 1) vom Motor des Spitzenmodells mit neunfach gelagerter Kurbelwelle und 5 bhp (3,7 kW) mehr Leistung unterschied. Allerdings erhielten Ausführungen mit Ultramatic-Getriebe ab Werk einen anderen Zylinderkopf und eine ebenfalls auf 7,8 : 1 erhöhte Verdichtung, was die Leistung auch auf 155 bhp (115,6 kW) anhob und als Kompensation des Kraftverlustes durch die Automatik gedacht war. Die Ventilstößel waren hydraulisch gesteuert. Die Gemischaufbereitung besorgte ein Fallstrom-Zweifachvergaser Carter WGD 767S.

### Kraftübertragung
Ein manuelles Dreiganggetriebe war Standard, gegen Aufpreis von US$ 100.- gab es einen elektrisch zuschaltbaren Overdrive. Das hauseigene, erst im Vorjahr eingeführte "Ultramatic"-Automatikgetriebe gehörte nur im Patrician 400 zur Standardausstattung, sonst kostete es US$ 189.- extra.

### Fahrgestell und Aufhängung

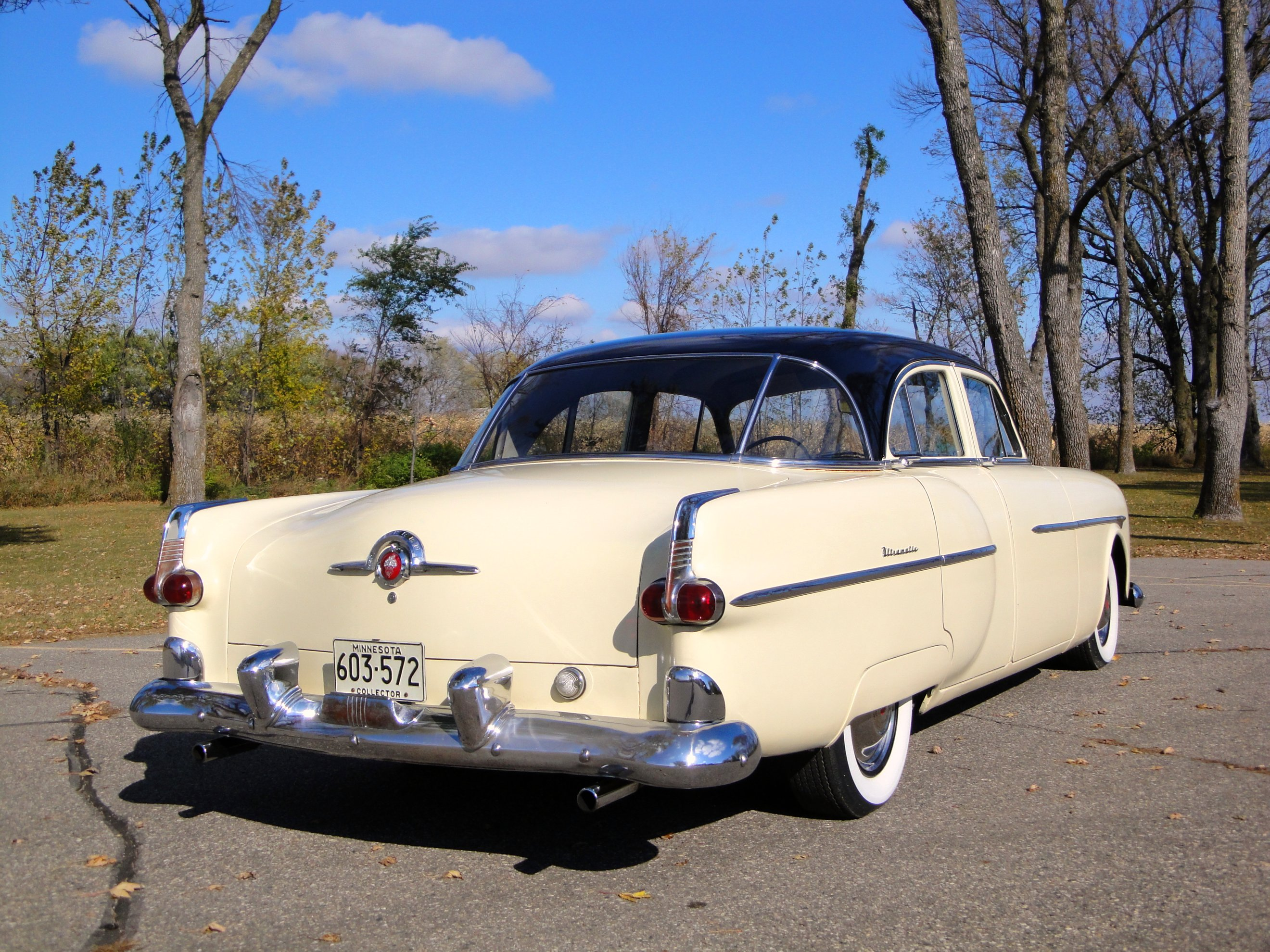
Packard 300 Touring Sedan Modell 2402-2472 (1951). Das farbig abgesetzte Dach kostete US$ 20.- extra.

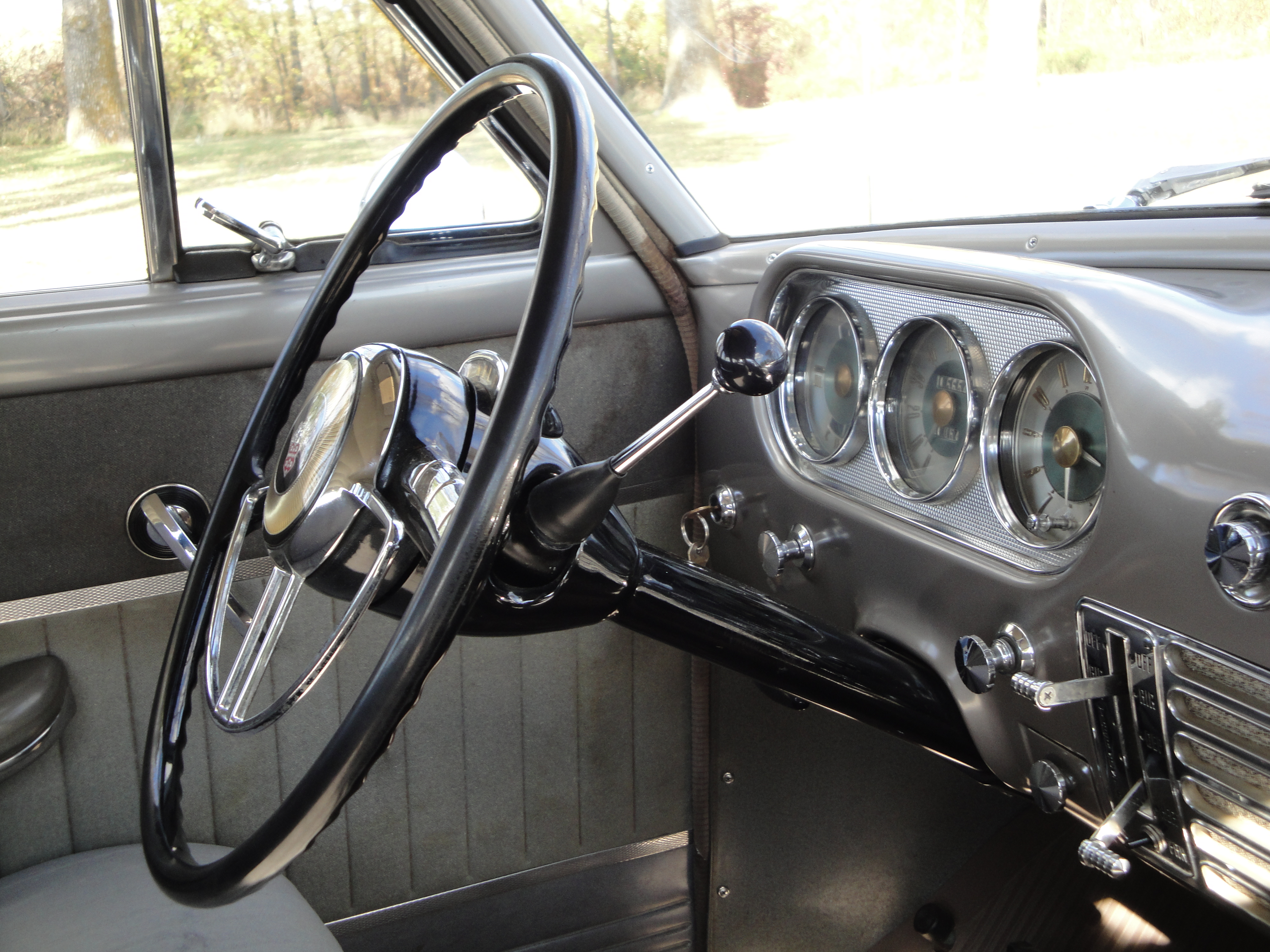
Das Armaturenbrett des Packard 300 ist typisch für alle Packard der 24. und 25. Serie.

Wiederum verwendete Packard in seiner 24. Serie massive Leiterrahmen. Die unabhängige Vorderradaufhängung hatte bei Packard Tradition und wurde an das neue Fahrzeug angepasst. Die hintere Starrachse war an Blattfedern aufgehängt. Es gab hydraulische Einkreisbremsen ohne Servounterstützung; eine solche konnte später auf Wunsch nachgerüstet werden, nachdem sie als Extra für die 26. Serie (1953) eingeführt worden war. Die Reifen hatten die Dimension 8.00 × 15.

### Karosserie
Um 1940 hatte Packard die eigene Karosseriefertigung aufgegeben und ließ bei Briggs in deren Detroiter Werk fertigen und montieren. Das endlich zeitgemäße Design – nach einer langen Zeit mit dem veralteten Clipper und dessen Nachfolger – stammte von der eigenen Stylingabteilung und war der letzte Entwurf des ebenfalls abtretenden Chefdesigners John Reinhart, der zu Ford wechselte und dort später mit dem Continental Mark II einen Meilenstein schuf.
Die Bordelektrik funktionierte mit 6 Volt; die Scheibenwischer wurden mit Unterdruck betätigt.

### Namenswechsel
1952 übernahm mit James J. Nance ein neuer CEO die Geschäftsführung. Um den Packard-Modellen mehr Charakter zu geben, führte er 1953 Modellnamen anstelle der Ziffern ein. So wurde der 300 mit der 26. Serie zum Cavalier. Bis 1954 erfuhr er nur geringfügige Modifikationen. Insgesamt wurden 22.309 Packard 300 in 2 Jahren gebaut, allein 1951 waren es 15.309.